# Jonathan Garcia (rugby à XV)
Pour les articles homonymes, voir Jonathan Garcia.
Pas d'image ? Cliquez ici

a Compétitions nationales et continentales officielles uniquement.

b Matchs officiels uniquement.
Dernière mise à jour le 30 avril 2019.
Jonathan Garcia, né le 5 décembre 1984 à Bordeaux, est un international espagnol de rugby à XV qui joue au poste de pilier. Il entraîne depuis septembre 2024 l’équipe du SOC Rugby en nationale 1. 

## Carrière
- 2006-2009 : Stade rochelais (Pro D2)
- 2009-2010 : CA Brive (Top 14)
- 2010-2011 : Stade rochelais (Top 14)
- 2011-2013 : SU Agen (Top 14)
- 2013-2016 : CS Bourgoin-Jallieu (Pro D2)
- 2016-2017 : Rugby club vannetais (Pro D2)
- 2017-2019 : USO Nevers (Pro D2)
- 2019-2024: USO Nevers (Pro D2- intervenant mêlée)
- 2024: SO Chambéry (nationale 1- entraîneur des avants)